# روي بودرو
روي بودرو هو مدرس وسياسي كندي، ولد في 24 أكتوبر 1946 في كامبلتون ‏ في كندا. نشط حزبياً في الجمعية الليبرالية لنيو برونزويك ‏. وقد انتخب عضو الجمعية التشريعية لنيو برونزويك ‏ وانتخب Speaker of the Legislative Assembly of New Brunswick ‏ (2007 – 2010).